# L'Empire des souvenirs
L'Empire des souvenirs est le tome 9 de la série Cassio. Il est le plus long de la série. 
Ce dernier tome a été dessiné par Henri-Joseph Reculé et scénarisé par Stephen Desberg et est paru le 11 septembre 2015 chez Le Lombard. Cette BD de 64 pages est une sorte de polar/thriller fait pour les adultes à partir de 12 ans.

## Résumé
Ce dernier volet débute par le vol d’une canope égyptienne par Tesio où il y a les cendres de sa mère alors que Cassio revient à la vie après une baiser de Valéria. Tesio tue ensuite un de ses compères, l'archevêque, afin d'avoir du sang humain pour ressusciter sa mère. Cassio ressuscite son père Reptah, un dieu, dans le but de tuer son frère Tesio qui, lui-même, ressuscite sa mère pour avoir l’antidote de la vie éternelle, c’est-à-dire ses larmes. Cassio ne veut plus être immortel et tue son père, qui avait tué par inadvertance son frère. Cassio tombe amoureux d’Ornella et lui conte sa vie qui a duré 2000 ans. À la fin de la BD, on voit Cassio qui résume les principaux événements de l’Histoire auxquels il a assisté.

## Analyse
Finalement, la série Cassio se termine avec ce tome 9, plus long que les précédents. Ceci permet de rester cohérent avec l'idée de base. On voit notamment dans ce dernier tome que la fin approche : des éléments importants de la suite sont dévoilés par le Peintre des morts. 
Plus on avance dans l'histoire, plus ces données sont importantes et communicatives. Cependant, un dernier album a toujours été prévu par les auteurs de la série. La vengeance continue dans ce tome : les quatre assassins pensaient avoir tué Cassio, mais des preuves apportées par l'archéologue Ornella Grazzi confirment que celui-ci est encore en vie, revenu d'entre les morts et jurant l'enfer à ses bourreaux.